# قناص باهر
قناص باهر: (بالفارسية: تفنگ تک‌تیرانداز باهر) هو قناص ثقيل متطور، إيراني الصنع والتصميم من عيار 23 مليمتر وبمدى يصل إلى 4 كيلومترات ومزود بمخزن عتاد. تم كشف النقاب عنه سنة 2015م من قِبَل القوة البرية للجيش الإيراني. يُعَد قناص باهر سلاح مضاد للمروحيات ويتميز بقدرة عالية على إختراق الأهداف، حيث ان نوع الرصاصة مصمم لغرضين أساسيين، أحدهما تدمير المروحيات والآخر لاستهداف المركبات المحمية. ويزن قناص باهر 62 كيلوغراماً. يُذكَر ان صناعة سلاح القنّاص في الجمهورية الإسلامية في إيران بلغت مراحل متطورة جداً في التصميم والإنتاج خلال السنوات الأخيرة، حيث تم تسليم طرازات متنوعة من هذه القنّاصات إلى مختلف صنوف القوات المسلحة الإيرانية. وفي هذا الصدد يمكن الإشارة إلى قنّاصات (صیاد وباهر وشاهر وتك تاب وآرش) التي تم إنتاجها خلال السنوات الأخيرة وهي الآن قيد الخدمة.

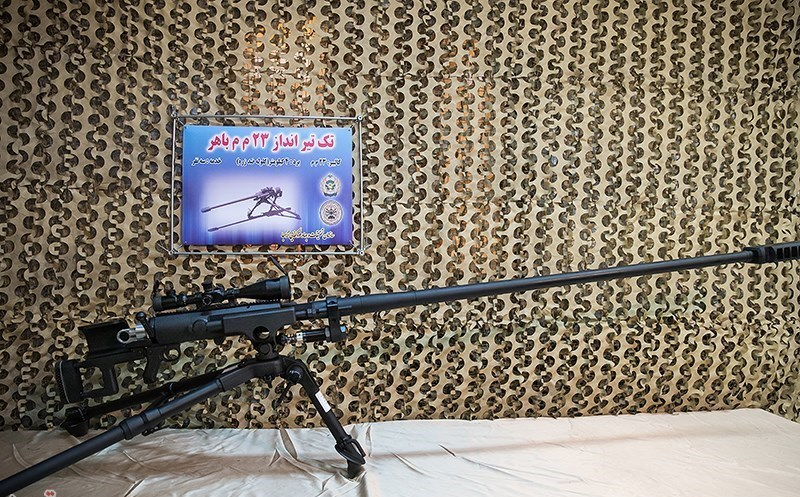
(2) باهر23 - رونمایی از جدیدترین دستاوردهای نیروی زمینی ارتش

## كشف النقاب
كشف جهاد الإكتفاء الذاتي للقوات البرية في الجيش الإيراني في بداية عام 2015م عن أحدث منتجاتها الدفاعية، وهي قناص باهر، القادر على إطلاق الرصاص من عيار 23 مم والذي يُستَخدَم في الأسلحة المضادة للطائرات ومدافع المقاتلات. وکان قائد القوات البریة للجیش الإيراني العمید أحمد رضا بوردستان قد أزاح الستار في 15 أبریل عام 2015م عن قناص باهر المتطور إيراني الصنع من طراز 23 ملم، إلى جانب دبابة أقارب ذات العجلات وروبوت نذير المسلح وذلك في إطار الإنجازات الدفاعیة التي حققتها جمهورية إیران الإسلامیة في داخل البلاد على ید خبراء ومتخصصین إیرانیین. وتأتي عملية عرض هذه الإنجازات على أعتاب حلول ذكرى (يوم الجيش الإيراني)، والموافق 18 أبريل/ نيسان 2015م.

## الخصائص
ان قناص باهر الإيراني البالغ مداه أربعة كيلومترات قادر على إختراق السترات الواقية للرصاص ويعمل كمضاد للمروحيات أيضاً. ويزن قناص باهر 62 كيلوغراماً. وهو من عيار 23 مليمتر ويبلغ طوله أكثر من 1.50 متر، ويتميز هذا السلاح بقدرة عالية على إختراق الأهداف. ان نوع رصاص قناص صياد مصمم لغرضين أساسيين، أحدهما تدمير المروحيات والآخر لاستهداف المركبات المحمية، ولكن إلى جانب هذه الإستخدامات، يمكن لهذا القناص الإيراني تدمير الخنادق المعززة وأبراج المراقبة وأطباق تلَّقي المعلومات وتقريباً كل ما تملكه القوة البرية. كما وان النقطة التي تميز قناص (باهر)، عن بنادق القنص الأخرى في العالم بل وتجعلها متفوقة عليها هي أنبوبة هذا السلاح حيث إنها أطول من العينات المماثلة ولها حلزنة أكثر، مما يجعل سرعة الرصاصة ودقتها أعلى.

## ردود أفعال
إيران:
قائد القوات البرية للجيش الإيراني:
أشار قائد القوات البرية للجيش الإيراني، العميد أحمد رضا بوردستان في تصريح لوكالة أنباء فارس، إلى ان تركيز سلاح القوة البرية هو على إنتاج قطع غيار الأسلحة الثقيلة، وقال انه سيجري إزاحة الستار عن بعض الأجهزة والمعدات التي جرى إعادة تاهيلها بعد إخراجها عن الخدمة نظراً لعدم إمكانية توفير قطع غيارها من الخارج. واوضح ان مدفع 155 وبعض ناقلات الدبابات و(قناص باهر) المزود بمخزن عتاد هي من بين الأسلحة والمعدات التي سيجري إزاحة الستار عنها. واشار إلى التهديدات المحدقة بالبلاد وقال ان العدو قد وسع دائرة التهديدات هذه ولكننا بدورنا نرصد هذه التهديدات وأعددنا أنفسنا لمواجهة كل هذه التهديدات عند الحدود وخارجها. وأكد ان التهديدات الأميركية هي مجرد كلام وأضاف، أنهم لوكانوا قادرين على ذلك لكانوا قد فعلوا ذلك.
مساعد رئيس جهاز الإكتفاء الذاتي:
أفاد مساعد رئيس جهاز الإكتفاء الذاتي للقوة البرية للجيش الإيراني، أمير زواره آي، إنه جرى خلال الأعوام الأخيرة إنتاج عدة نماذج من أسلحة القنص ومنها (شاهر وباهر). وهي نماذج سبقت قناص طاهر، وأوضح بأنه جرى اختبار قناص طاهر بنجاح وهو جاهز للإنتاج بشكل واسع لتزويد الوحدات العسكرية البرية الإيرانية به.

## معلومات سريعة
| الأسم         | باهر                               |
| النوع         | بندقية قنص                         |
| الجهة المُصَّنعَة | وزارة الدفاع وإسناد القوات المسلحة |
| البلد المُصَّنع  | إيران                              |
| التسليح       | رصاص عيار 23 ملم                   |
| كشف النقاب    | 2015م                              |
| المدى النهائي | 4000 متر                           |
| الطول         | أكثر من 1.50 متر                   |
| الوزن         | 62 كيلوغرام                        |